# قطعنامه ۹۵۳ شورای امنیت
قطعنامه  ۹۵۳ شورای امنیت سازمان ملل متحد که در تاریخ ۳۱ اکتبر ۱۹۹۴ تصویب شد، سندی بین‌المللی دربارهٔ سومالی است. این قطعنامه طی نشست ۳۴۴۶ام با ۱۵ رای موافق، ۰ مخالف و ۰ ممتنع تصویب شد.